# Bashir Nafeh
Bashir Nafeh (arabisch بشير نافع, DMG Bašīr Nāfiʿ; * 29. Februar 1960 in Qalandiya, Westjordanland; † 9. November 2005 in Amman, Jordanien) war der Leiter des palästinensischen Militärgeheimdienstes in der Westbank.

## Biographie

### Stationen
Nafeh wuchs in dem Flüchtlingslager von Qalandiya auf. Er wurde von der Westbank geholt, um später als Fatah-Aktivist während der ersten Intifada von 1987 bis 1991 tätig zu werden. Er kehrte zur Zeit des Vertrags von Oslo 1993 wieder in das Camp von Qalandiya zurück und blieb in der Fatah Tanzim als ein noch unbedeutender Aktivist.
Bei der zweiten Intifada im September 2000 wurde er ein Adjutant von Mohammed Dahlan, dem Chef der Palästinensischen Sicherheitsbehörde (PSS) im Gaza-Streifen. Nafehs Aufstieg in der Fatah verdankt sich der Furcht Jassir Arafat vor der PSS in der West Bank, die von seinem Rivalen Dschibril ar-Radschub geleitet wurde. Mit der finanziellen Unterstützung Arafats wurde mit den Special Forces unter Leitung von Nafeh ein Gegengewicht zu ar-Radschubs Sicherheitskräften geschaffen. Nafeh nutzte seine Beziehungen zur Fatah Tanzim, um junge Freiwillige rekrutieren zu können. Ar-Radschubs Machtposition wurde so zunehmend geschwächt. Ebenfalls zu Beginn der zweiten Intifada wechselte ar-Radschubs Verbündeter Abed Allun auf die Seite von Nafeh und Dahlan. Nach der militärischen Intervention Israels im August 2002 wurden die Hauptquartiere von ar-Radschub in Ramallah besetzt, was Arafat sogleich zu seiner Absetzung ausnutzte. Während sich die anderen acht Sicherheitsdienste damals am Rande des Zusammenbruchs befanden, verfügten Nafehs Gefolgsleute über die neuesten Wagen und Telekommunikationssysteme.
Diese dominante Stellung innerhalb des Sicherheitsapparats der palästinensischen Autonomiegebiete konnten sie auch unter Arafats Nachfolger Mahmud Abbas bis auf eintausend Polizeikräfte ausbauen. Außerdem vertiefte und intensivierte er seine Kontakte zu Israel, den USA und Großbritannien und machte sich auch außenpolitisch unabkömmlich. Der neue Innenminister Nasser Yousef versuchte die vielen Sicherheitsdienste unter einem Dach zu vereinen. Doch dagegen kämpfte Nafeh an, indem er wiederum Yousefs Stellung unterminierte. Auch sein früherer Patron Dahlan, nun der Minister für Zivile Angelegenheiten, wurde jetzt zu einem Rivalen Nafehs. Dahlan war der Wunschkandidat Scharons und der USA als Präsident der palästinensischen Autonomiegebiete.

### Attentat
Nafeh starb bei einer Bombenanschlagsserie auf drei Luxushotels in Amman durch die Gruppe um den Terroristen Abu Musab az-Zarqawi. Diese Urheberschaft für die Anschläge ist bereits am folgenden Tage auf einer irakischen Webseite behauptet und verbreitet worden. Der „Krieg gegen den Terror“ war und ist noch heute der offizielle Hauptanlaß für die US-amerikanische Invasion des Iraks 2003. Die Hotels der Ketten Grand Hyatt, Radisson SAS und Days Inn, in denen simultan die Sprengsätze der Selbstmordattentäter gezündet wurden, sind sämtlich in US-amerikanischem Besitz. Die Sicherheitslage für Jordanien gilt nun als destabilisiert.
Mit Generalmajor Bashir Nafeh wurde auch Colonel Abed Allun, mittlerweile ein hochrangiger Offizier des Abwehrdienstes und Verbindungsoffizier zu den internationalen Nachrichtendiensten, beim Attentat im Grand Hyatt Hotel getötet. Dieses Hotel war bekannt als ein häufiger Treffpunkt für Nafehs dienstliche Besprechungen. Allun hatte aufgrund von Korruptionsvorwürfen sein Domizil nach Jordanien verlegt. Auch diesmal waren beide Teilnehmer eines Treffens in der Hotellobby mit saudischen und jordanischen Geheimdienstoffizieren, um u. a. gemeinsame Sicherheitsvorkehrungen gegen die regionale Infiltration von al-Qaida zu besprechen. Die Bombe explodierte in der Hotel-Lobby nur knapp zwanzig Minuten später, nachdem die jordanischen und saudischen Sicherheitsexperten das Hotel verlassen hatten. Nach einem weiteren Bericht der Los Angeles Times arbeitet der CIA noch enger mit dem jordanischen Geheimdienst GID zusammen als mit dem Mossad.
Aufnahmen von den Tatorten der Hotels Grand Hyatt und Radisson SAS zeigen großflächig aufgesprengte Gebäude-Decken und machen die offizielle Behauptung von Selbstmordattentaten fragwürdig.
Der Los Angeles Times bestätigte Amos N. Guiora, ein früherer israelischer Offizieller des Abwehrdienstes, eine Meldung in der israelischen Tageszeitung Haaretz, dass kurz vor der Explosionsserie israelische Hotelgäste evakuiert wurden, offensichtlich wegen einer genau bezeichneten Sicherheitsbedrohung („apparently due to a specific security threat“). Haaretz hat dagegen seine Meldung einen Tag später wieder dementiert.
Wenige Tage später präsentierte das staatliche jordanische Fernsehen eine Muslimin namens Sajida Mubarak Atrous al-Rishawi mit einer Sprengstoffgürtel-Attrappe um sich und einer Erklärung, wonach ihr Mann den Anschlag geplant, ausgeführt und sich umgebracht hätte. Sie dagegen hätte überlebt, weil bei ihr das Zündsystem versagt hätte. Die jordanische Polizei ließ offen, wo, wann und wie sie der Frau habhaft werden konnte. Die jordanische Bevölkerung begrüßte die Festnahme und das Geständnis und würdigte dies als einen Erfolg der Polizei.
Die palästinensische Autonomiebehörde erklärte eine dreitägige Trauer und ordnete eine Beflaggung auf halbmast an. Mit der Ermordung von Nafeh und Allun ist wieder der Weg freigeworden, um die von Arafat verfügte Zersplitterung von neun konkurrierenden Sicherheitsdiensten aufzuheben und diese erfolgreich zu vereinen.